# 永珹
愛新覚羅 永珹（あいしんかくら えいせい、乾隆4年1月14日（1739年2月21日） - 乾隆42年2月28日（1777年4月5日））は、清の乾隆帝の第四皇子。母は淑嘉皇貴妃金佳氏。

## 生涯
永珹は乾隆4年1月14日（1739年2月21日）に乾隆帝の第四皇子として円明園の碧桐書院で生まれた。生母は嘉嬪金氏であった。
乾隆4年（1739年）11月、廣儲司総管六庫の事務郎中である邁格らが、永珹の乳母を雇う費用として、規定に従い銀79両を支給する旨の文書を発行している。
乾隆28年（1763年）11月、永珹は大叔父にあたる康熙帝第12皇子履懿親王胤祹の養孫として出継（別の家系に養子として迎えられること）し、履郡王の爵位を授けられた。
乾隆33年（1768年）3月2日、永珹は御書処および武英殿の事務を管理するよう命じられた。
乾隆35年（1770年）1月8日、雍和宮の事務を管理するよう命じられた。同年、永珹は神を祀ることを口実に一日中書房に姿を見せず、師傅（教育係）である翰林院侍読学士の汪永錫らは俸給を減らされる罰を受けたが、尹継善らは減俸を免除された。
乾隆42年（1777年）2月18日、永珹は病気療養のため円明園へ行くことを命じられたが、同年2月28日に薨去した。享年39歳であった。諡号は「端」とされた。乾隆帝は、第八皇子・永璇に喪に服させ、永珹の叔父の金簡とともに葬儀を執り行うよう命じ、すべての儀式を親王の格式に従って特別に行うよう指示した。
嘉慶4年（1799年）3月、永珹の異母弟嘉慶帝は「永珹（四阿哥）はかつて上書房において、誠実で友情に厚く、学問や才芸にも優れていた。もし若くして亡くならなければ、乾隆帝はすでに親王に封じていたであろう」との詔を下し、彼に追贈として親王の位を授けた。

## 家庭

### 妻妾
- 原配福晋鈕祜禄氏 - 総督・阿里袞(アリグン)の長女で、姪は道光帝の最初の正室孝穆成皇后。乾隆16年（1751年）12月7日に永珹に嫁いだ。
- 嫡福晋伊爾根覚羅氏 - 怡親王胤祥の女婿・和碩額駙福増額の次女。乾隆18年（1753年）8月6日、福増額が娘と永珹の婚儀を執り行うために、10年分の俸銀（給与）および養廉銀（清廉手当）を借用することを奏上している。
- 側福晋完顔氏 - 『女孫直檔』には、彼女の姓が王佳氏と記されている。内務府総管・公義の娘であり、三男二女を産んだ。もともと品級（正式な称号）は持っていなかったが、乾隆46年（1781年）5月に皇帝の勅命が下り、「綿惠の生母にはまだ品級が与えられていない。現在、四阿哥（第四皇子）の福晋（正妻）もすでに亡くなっているため、特別に側福晋の位を授ける」とされた。
- 侍女高氏 - 五十九の娘。一女を出産。
- 妾夏氏 - 一男を出産。
- 妾張氏 - 一男を出産。

### 子女
上記の妻妾との間に六男三女を儲けたが、成人したのは一男二女のみ。

#### 男子
- 第一子：追封多羅履郡王綿惠 - 乾隆29年（1764年）9月25日に生まれる。生母は側福晋完顔氏。嘉慶元年（1796年）8月6日に亡くなった。享年33歳であった。永珹の同母弟永瑆の孫である奕綸を養子として跡を継がせた。
- 第二子 - 乾隆31年（1766年）4月23日に生まれる。母は側福晋完顔氏。同年10月29日に夭折した。
- 第三子 - 乾隆32年（1767年）8月18日に生まれる。母は側福晋完顔氏。乾隆34年（1769年）11月5日に数え年で3歳で夭逝した。
- 第四子 - 乾隆36年（1771年）5月10日に生まれる。母は側福晋完顔氏。同月中に夭逝した。
- 第五子 - 乾隆40年（1775年）4月30日に生まれる。母は妾夏氏。同年中に夭逝した。
- 第六子 - 乾隆44年（1779年）9月14日に生まれる。母は妾張氏。同日中に夭逝した。

#### 女子
- 第一女 - 乾隆31年（1766年）6月22日に生まれる。生母は高氏。同年12月29日に逝去。
- 第二女：縣主 - 乾隆34年（1769年）9月10日、側福晋完顔氏を母として生まれた。乾隆46年（1781年）閏5月、喀勒甲斯氏出身の阿拉善和碩親王・ロブサンドルジ（羅布藏多爾濟）の子である旺沁巴穆巴爾が額駙（皇女・公主など皇族出身の女性の夫）として選ばれた。乾隆50年（1785年）1月に婚姻が成立した。乾隆52年（1787年）5月20日に薨去した。
- 第三女：縣主 - 乾隆41年（1776年）7月7日、側福晋・完顔氏の所生として誕生。乾隆56年（1791年）12月、敖漢公・納穆扎勒多爾済が額駙に選ばれ、乾隆56年（1791年）2月に婚姻が成立したと記録されているが、時系列として婚姻成立と婚約の時期が矛盾している為、記載に誤植があるとされる。

## 登場作品
- 如懿伝 〜紫禁城に散る宿命の王妃〜（2017年、中国、演：フー・シエンシュー）
- 瓔珞〜紫禁城に燃ゆる逆襲の王妃〜（2018年、中国、演：方洋飛）